# Tepeyolulco
Tepeyolulco är en ort i Mexiko.   Den ligger i kommunen Xoxocotla och delstaten Veracruz, i den sydöstra delen av landet, 230 km öster om huvudstaden Mexico City. Tepeyolulco ligger 2 338 meter över havet och antalet invånare är 255.
Terrängen runt Tepeyolulco är kuperad, och sluttar österut. Runt Tepeyolulco är det ganska tätbefolkat, med 93 invånare per kvadratkilometer. Närmaste större samhälle är Xoxocotla, 2,4 km nordväst om Tepeyolulco. Omgivningarna runt Tepeyolulco är en mosaik av jordbruksmark och naturlig växtlighet.